# Dois Irmãos (filme)
Deux Frères (bra: Era uma Vez Dois Irmãos, ou Dois Irmãos; prt: Dois Irmãos) é um filme franco-britânico realizado por Jean-Jacques Annaud, em 2004.
O filme custou cerca de 60 milhões de euros, mas não atingiu o top 20 de espectadores dos Estados Unidos; teve sucesso na Europa, em especial em França.

## Sinopse
A história desenrola-se nos anos 20 na Indochina, durante a colonização francesa dessa região. Conta-nos a história de dois jovens tigres irmãos que nascem nas ruínas de um templo antigo. Estes dois tigres viviam tranquilamente no seu meio natural até que são capturados por dois homens que tinham trazido duas estátuas asiáticas.

## Elenco
- Guy Pearce: Aidan McRory
- Jean-Claude Dreyfus: Senhor Normandin
- Philippine Leroy-Beaulieu: Mathilde Normandin
- Freddie Highmore: Raoul Normandin
- Moussa Maaskri: Saladin
- Vincent Scarito: Zerbino
- Mai Anh Le:  Nai Rea
- Stéphanie Lagarde: Paulette
- Jaran Phetjareon: o chefe da aldeia

## Recepção
No consenso do agregador de críticas Rotten Tomatoes diz que é "um filme encantador para toda a família com uma fotografia impressionante". Na pontuação onde a equipe do site categoriza as opiniões da grande mídia e da mídia independente apenas como positivas ou negativas, o filme tem um índice de aprovação de 78% calculado com base em 113 comentários dos críticos. Por comparação, com as mesmas opiniões sendo calculadas usando uma média aritmética ponderada, a nota alcançada é 6,6/10.